# Szeged

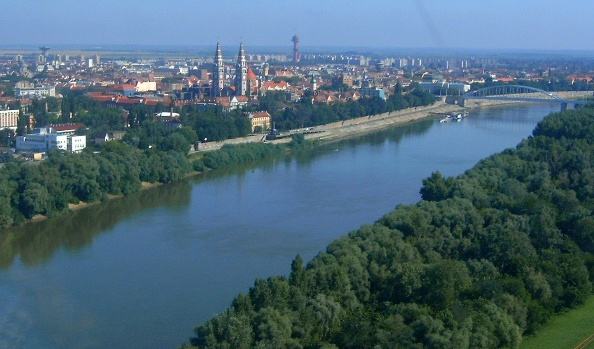
Szeged vista do rio Tisza

Szeged (Segedin em sérvio, S(z)egedin em alemão, Seghedin em romeno, Segedín em eslovaco) é uma cidade e um condado urbano (megyei jogú város em húngaro) da Hungria. Szeged é a capital do condado de Csongrád-Csanád e a terceira maior cidade do país.

## História
Após a Primeira Guerra Mundial, a Hungria perdeu seus territórios do sul para a Sérvia, como resultado, Szeged se tornou uma cidade perto da fronteira diminuiu em importância, mas, ao assumir funcões de cidades que passaram para o território sérvio, sua importância aos poucos foi retomada.
Durante a Segunda Guerra Mundial, Szeged foi capturado pelas tropas soviéticas da 2ª Frente Ucraniana em 11 de outubro de 1944, durante a Batalha de Debrecen. Durante a era comunista, Szeged tornou-se um centro da indústria alimentícia.
Em 1962, Szeged tornou-se a sede do condado de Csongrád. Em 4 de junho de 2020, o nome do condado foi alterado para Csongrád-Csanád. 

## Economia
Szeged é um dos centros da indústria de alimentos na Hungria, especialmente conhecido pela paprica e empresas de comidas processadas.